# Verticimonosporium
Verticimonosporium is een geslacht behorend tot de familie Hypocreaceae van de ascomyceten.

## Genera
Volgens Index Fungorum telt het geslacht drie soorten (peildatum december 2023):
| Soortnaam                     | Auteur(s)                         | Publicatiejaar |
| ----------------------------- | --------------------------------- | -------------- |
| Verticimonosporium diffractum | Matsush.                          | 1971           |
| Verticimonosporium ellipticum | Matsush.                          | 1975           |
| Verticimonosporium verticale  | Mu Wang, L.M. Zhang & Xing Z. Liu | 2005           |